# Ottendorf an der Rittschein
Ottendorf an der Rittschein es una localidad del distrito de Hartberg-Fürstenfeld, en el Estado de Estiria, Austria. Tiene una población estimada, a principios del año 2021, de 1569 habitantes. 
Se encuentra ubicada al este del Estado, al este de la ciudad de Graz —la capital del Estado— y cerca de la frontera con los Estados de Burgenland y Baja Austria.